# Campionat del Món d'atletisme de 1983 - 10.000 metres
Els 10.000 metres al Campionat del Món d'atletisme de 1983 van tenir lloc a l'estadi Olímpic de Hèlsinki del 7 al 9 d'agost. Només els homes van córrer la prova dels 10.000 metres.
36 atletes van participar en la prova. L'italià Alberto Cova va guanyar la medalla d'or, la seva única medalla a uns Campionats del Món d'atletisme.

## Medallistes
| Or     | Alberto Cova Itàlia (ITA)                               |
| Argent | Werner Schildhauer República Democràtica Alemanya (GDR) |
| Bronze | Hansjörg Kunze República Democràtica Alemanya (GDR)     |

## Rècords
| Rècords abans del Campionat del Món d'atletisme de 1983     | Rècords abans del Campionat del Món d'atletisme de 1983 | Rècords abans del Campionat del Món d'atletisme de 1983 | Rècords abans del Campionat del Món d'atletisme de 1983 | Rècords abans del Campionat del Món d'atletisme de 1983 |
| ----------------------------------------------------------- | ------------------------------------------------------- | ------------------------------------------------------- | ------------------------------------------------------- | ------------------------------------------------------- |
| Rècord del Món                                              | Henry Rono (KEN)                                        | 27:22.4                                                 | 11 de juny de 1978                                      | Viena, Àustria                                          |
| Rècord del Campionat                                        | Nova prova                                              | Nova prova                                              | Nova prova                                              | Nova prova                                              |
| Rècords establerts al Campionat del Món d'atletisme de 1983 |                                                         |                                                         |                                                         |                                                         |
| Rècord del Campionat                                        | Fernando Mamede (POR)                                   | 27:45.54                                                | 7 d'agost de 1983                                       | Hèlsinki, Finlàndia                                     |

## Resultats

### Final
La final va tenir lloc el 9 d'agost.
| Pos.              | Atleta                   | Temps    |
| ----------------- | ------------------------ | -------- |
| Medalla d'or      | Alberto Cova (ITA)       | 28:01.04 |
| Medalla de plata  | Werner Schildhauer (GDR) | 28:01.18 |
| Medalla de bronze | Hansjörg Kunze (GDR)     | 28:01.26 |
| 4.                | Martti Vainio (FIN)      | 28:01.37 |
| 5.                | Gidamis Shahanga (TAN)   | 28:01.93 |
| 6.                | Carlos Lopes (POR)       | 28:06.78 |
| 7.                | Nick Rose (GBR)          | 28:07.53 |
| 8.                | Christoph Herle (FRG)    | 28:09.05 |
| 9.                | Mohamed Kedir (ETH)      | 28:09.92 |
| 10.               | Bekele Debele (ETH)      | 28:11.13 |
| 11.               | Antonio Prieto (ESP)     | 28:11.57 |
| 12.               | Steve Jones (GBR)        | 28:15.03 |
| 13.               | Mark Nenow (USA)         | 28:17.28 |
| 14.               | Fernando Mamede (POR)    | 28:28.39 |
| 15.               | Bill McChesney (USA)     | 28:34.46 |
| 16.               | José Gómez (MEX)         | 28:42.61 |
| 17.               | Alberto Salazar (USA)    | 28:48.42 |
| —                 | Henrik Jørgensen (DEN)   | DNS      |

### Sèries classificatòries
Les sèries van tenir lloc el 7 d'agost. Els sis millors de cada sèrie i els sis millors temps avançaven a la final.
| Pos. | Atleta                   | Temps    |
| ---- | ------------------------ | -------- |
| 1.   | Fernando Mamede (POR)    | 27:45.54 |
| 2.   | Alberto Cova (ITA)       | 27:46.61 |
| 3.   | Gidamis Shahanga (TAN)   | 27:46.93 |
| 4.   | Werner Schildhauer (GDR) | 27:47.03 |
| 5.   | Antonio Prieto (ESP)     | 27:47.34 |
| 6.   | Steve Jones (GBR)        | 27:47.57 |
| 7.   | Bekele Debele (ETH)      | 27:49.30 |
| 8.   | Mark Nenow (USA)         | 27:52.41 |
| 9.   | Henrik Jorgensen (DEN)   | 28:06.74 |
| 10.  | Rodolfo Gómez (MEX)      | 28:25.38 |
| 11.  | John Treacy (IRL)        | 28:35.58 |
| 12.  | Roy Andersen (NOR)       | 29:03.45 |
| 13.  | Boualem Rahoui (ALG)     | 29:10.95 |
| 14.  | Domingo Tibaduiza (COL)  | 29:23.86 |
| 15.  | Antoine Nivyobizi (BDI)  | 30:45.10 |
| 16.  | Ramón López (PAR)        | 31:27.10 |
| —    | Markus Ryffel (SUI)      | DNF      |
| —    | Mehmet Yurdadon (TUR)    | DNS      |

| Pos. | Atleta                 | Temps    |
| ---- | ---------------------- | -------- |
| 1.   | Hansjorg Kunze (GDR)   | 28:04.64 |
| 2.   | Carlos Lopes (POR)     | 28:05.62 |
| 3.   | Nick Rose (GBR)        | 28:06.05 |
| 4.   | Christoph Herle (FRG)  | 28:06.71 |
| 5.   | Mohamed Kedir (ETH)    | 28:07.16 |
| 6.   | Martti Vainio (FIN)    | 28:07.47 |
| 7.   | José Gómez (MEX)       | 28:07.57 |
| 8.   | Bill McChesney (USA)   | 28:08.13 |
| 9.   | Alberto Salazar (USA)  | 28:10.10 |
| 10.  | Steve Binns (GBR)      | 28:12.79 |
| 11.  | Peter Butler (CAN)     | 28:13.16 |
| 12.  | Zakariah Barie (TAN)   | 28:22.06 |
| 13.  | Ahmed Musa Jouda (SUD) | 28:38.03 |
| 14.  | Kunimitsu Ito (JPN)    | 29:49.04 |
| 15.  | Ronald Lanzoni (CRC)   | 30:18.60 |
| 16.  | Said Toumane (COM)     | 34:24.62 |
| —    | Stanislav Rozman (YUG) | DNF      |
| —    | Berhanu Girma (ETH)    | DNS      |